# Inske Kuik
Inske Kuik (Venlo, 12 april 1990) is een voormalige Nederlandse handbalster, die voor het laatste uitkwam in de Duitse 2. Bundesliga voor TuS Lintfort. Na het seizoen 2018/2019 beëindigde ze haar carrière. 